# Grzebaczowate
Grzebaczowate (Sphecidae) – rodzina owadów z rzędu błonkówek. Jedna z rodzin tradycyjnie zaliczanych do grzebaczy, obecnie zgrupowanych w nadrodzinie Apoidea. W Polsce występuje około 230 gatunków.

## Charakterystyka
Należą tutaj gatunki karmiące larwy zabitymi lub sparaliżowanymi owadami, rzadziej pająkami. Sparaliżowane owady zanoszą do gniazda, jednakże, w odróżnieniu od nastecznikowatych, w jednej komorze lęgowej umieszczają przeważnie kilka upolowanych owadów. Ofiara jest sparaliżowana i nie może uciec, jednak przez kilka tygodni pozostaje przy życiu zapewniając potomstwu grzebacza pożywienie.
Postać dorosła żywi się nektarem kwiatów. Wykazują dużą specyficzność przy wybieraniu ofiar: każdy gatunek ma określony krąg gatunków owadów, na które poluje. Prowadzą samotniczy tryb życia. Gniazda budują w ziemi. Grzebaczowate są bardzo zróżnicowane morfologicznie: niektóre gatunki są wybitnie smukłe, inne krępe. Dominuje kolorystyka czarno-żółta i czarno-czerwona. Podobnie jak u pszczół, również u grzebaczowatych pierwszy pierścień tułowia (zaplecze) nie sięga do pokryw skrzydeł, czym różnią się od innych błonkówek. Są organizmami haplodiploidalnymi.

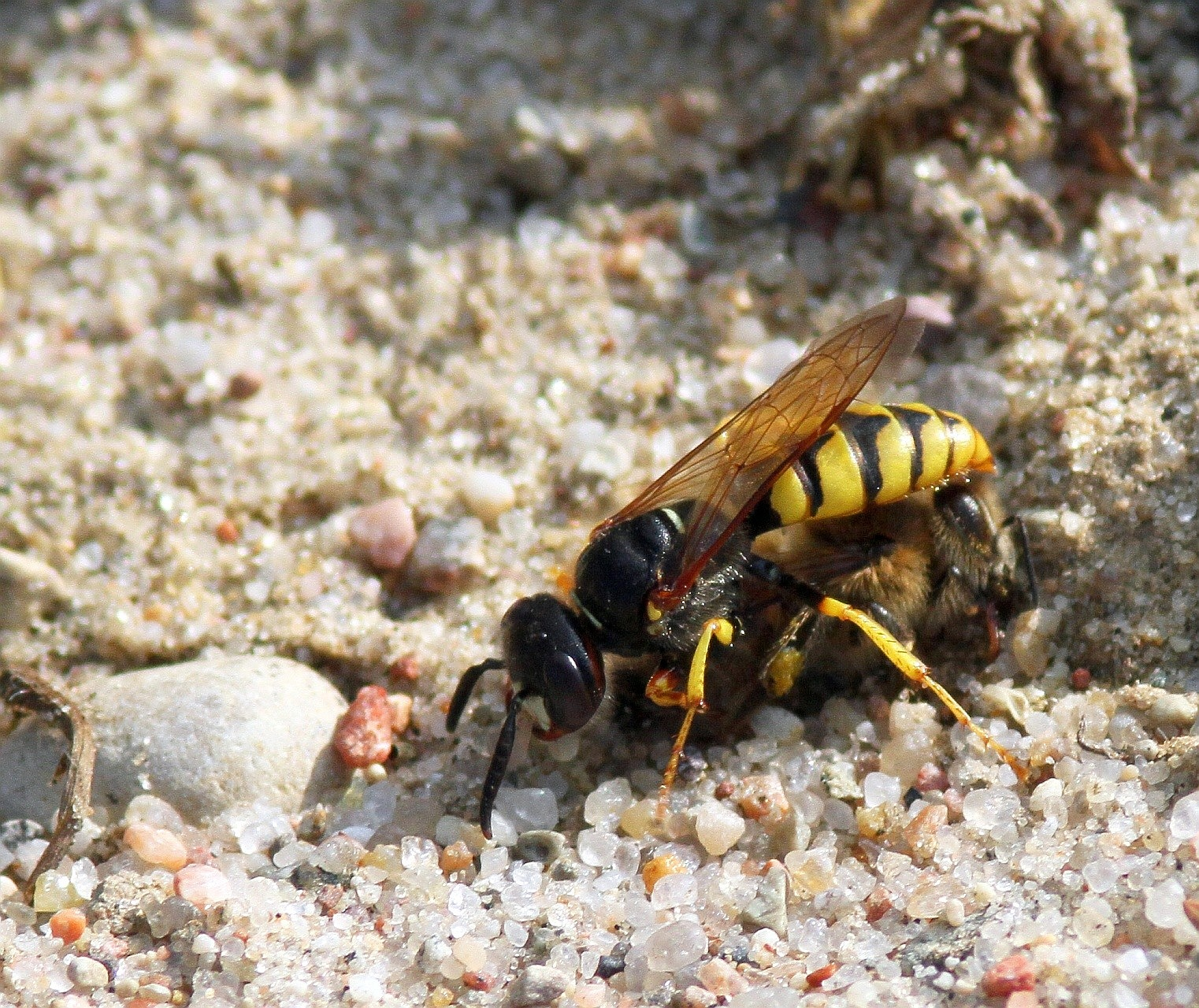
Taszczyn pszczeli (Philanthus triangulum) przenosi schwytaną pszczołę do gniazda wykopanego w piasku.

## Niektóre gatunki
- szczerklina piaskowa
- taszczyn pszczeli
- wardzanka
- wytrzeszczka tarczówkowa, gliniarz naścienny